# Paralimnophila (Paralimnophila) barringtonia
Paralimnophila (Paralimnophila) barringtonia is een tweevleugelige uit de familie steltmuggen (Limoniidae). De soort komt voor in het Australaziatisch gebied.